# Partit Republicà Radical Socialista
Partit Republicà Radical Socialista (PRRS) fou un partit polític creat a Madrid el 1929 per Marcel·lí Domingo i Sanjuan, Álvaro de Albornoz i Félix Gordón Ordás, com a escissió del Partit Republicà Radical d'Alejandro Lerroux, fundat el 1908. La seva ideologia era la més avançada del republicanisme i pot sintetitzar-se com d'un caràcter plenament liberal i democràtic, un rotund anticlericalisme, un clar pacifisme i una posició avançada en matèria social, aliena, nogensmenys, a la tradició marxista. Va créixer molt ràpidament gràcies al seu radicalisme verbal en matèria econòmica i social, ja que defensaven un estat laic, eren força anticlericals i volien reformes a l'agricultura i a l'exèrcit. En les corts constituents republicanes disposà de 59 diputats, Marcel·lí Domingo fou nomenat ministre d'educació i Álvaro de Albornoz de justícia.
Tanmateix, patí un gran nombre d'escissions, com la del Partido Social Revolucionario de Balbontín el 1931, o l'Esquerra Radical Socialista de Juan Miguel Botella y Asensi el 1932, i finalment es produí la ruptura de les dues tendències principals pel setembre del 1933, de manera que a les eleccions d'aquell any es quedaren amb 5 diputats. Mentre Domingo i Albornoz procuraren mantenir-se prop de la coalició de republicans i socialistes, Gordón de Ordás procurà l'entesa amb el Partit Republicà Radical d'Alejandro Lerroux per trencar amb el PSOE. Finalment, el 1934 el seu grup es fusionaria amb l'ORGA i Acción Republicana per a fundar Unió Republicana, que finalment s'integraria a Izquierda Republicana.
El grup del partit català, molt fidel a Marcel·lí Domingo, tingué una força especial a Tortosa i pel gener del 1934 tenia uns 16 000 afiliats. Els seus principals dirigents eren Ramon Nogués i Biset, Manuel Abós i Carles Ponsa. Quan l'abril del 1934 es va crear Izquierda Republicana, formà el Partit Republicà d'Esquerra. D'altra banda, a les Illes Balears, els radicals socialistes s'integraren dins l'Esquerra Republicana Balear.